# Aplogruppo IJ (Y-DNA)
In Genetica umana l'aplogruppo IJ (M429/P125, Y1889, P123, P126, S2 e altri 60 polimorfismi) è un aplogruppo del cromosoma Y umano, ramo del macro aplogruppo IJK ed è un tipico aplogruppo dell'Eurasia occidentale.
Da notare che I indica per la lettera "i" e non il numero romano 1.

## Storia
Si ritiene che l'aplogruppo IJ sia sorto 47.000,00 anni fa fra il Medio Oriente e la penisola arabica, nell'epoca in cui, durante il Paleolitico superiore gli umani moderni si diffusero per tutto il pianeta.
Circa 43.000 anni fa gli appartenenti all'aplogruppo IJ emigrarono dalle loro zone di origine, staccandosi in due ceppi ben distinti.
Il primo si spinse lungo la penisola anatolica, verso occidente, per poi superare il Bosforo (oppure dalla zona Nord del Caucaso migrarono ad ovest passando a nord del Mar Nero) ed installarsi in Europa, dove in seguito diede origine all'aplogruppo I (fra i 30.000 ed i 40.000 anni fa ca.). 
Il secondo si diffuse nella zona mediorientale, diffondendosi poi anche verso il meridione fino alla penisola arabica, e dando origine all'aplogruppo J (circa i 40.000 anni fa).

## Distribuzione
L'aplogruppo IJ attualmente non è stato ancora rintracciato.
Gli unici due rami da esso discesi sono l'aplogruppo I (diffuso dalla Scandinavia, alla Germania, dalla Sardegna alle Alpi dinariche) e l'aplogruppo J (diffuso dal medioriente all'Arabia, dall'area mesopotamica fino all'Asia e dall'Africa settentrionale fino all'Europa), con predominanza lungo la fascia mediterranea.

### Albero filogenetico dell'aplogruppo IJ (cromosoma Y)
Aplogruppo  IJ (M429/P125, S2)
- IJ*: Trovato nel nord dell'Iran.[2]
- Aplogruppo I (M170): Tipico dell'Europa.
  - I1 (M253): Soprattutto nei popoli nordici.[3]
  - I2 (M438/S31): Soprattutto nei Balcani.[4]
- Aplogruppo J (12f2.1): Prevalente nel Vicino Oriente.
  - J1 (M267): È il più comune tra i popoli semiti e in Daghestan.[5]
  - J2 (M172): Diffuso dall'Europa meridionale, attraverso il Medio Oriente,[6] fino all'India.[7]